# Cornelis Bas
Dr. Cornelis (Kees) Bas (1928-10 de febrero de 2013) fue un pintor y micólogo holandés.
Dr. Bas nació en Róterdam y se licenció en Biología en la Universidad de Leiden en 1954. En 1953, comenzó a trabajar en el Herbario Nacional de los Países Bajos, como curador de los hongos, en particular, los Agaricales. Temprano en su carrera él jugó un papel importante en la modernización de las colecciones de hongos superiores holandeses y europeos. Murió el 10 de febrero de 2013.
- La abreviatura «Bas» se emplea para indicar a Cornelis Bas como autoridad en la descripción y clasificación científica de los vegetales.[3]